# Сандра Морган
Сандра Ен Морган (енгл. Sandra Anne Morgan; 6. јун 1942) бивша је аустралијска пливачица слободног стила. Морганова је била дио екипе која је освојила златну медаљу у дисциплини штафета 4 × 100 метара слободно за жене на Љетним олимпијским играма 1956. године у Мелбурну. Са 14 година и 6 мјесеци, постала је најмлађа Аустралијанка која је освојила златну олимпијску медаљу, што је рекорд који и данас држи.
Морганова је почела озбиљније тренинге почетком 1956. године и побиједила је у олимпијској селекцији за штафетни тим, као и на 400 метара слободним стилом. Њена селекција у финални квартет изазвала је контроверзе због њеног неискуства у тркама на највишем нивоу, као и њене историје лажних стартова. Током финала подигла је главу из воде и угледала америчког противника испред себе, што ју је натјерало да поврати предност. Аустралија је победила у дисциплини штафете са временом које је било свјетски рекорд. У свом једином појединачном наступу, Морганова је на 400 метара слободно освојила шесто мјесто.
Године 1957. на шампионату Аустралије побиједила је у тркама на 110, 220 и 440 метара због одсуства главних ривала, али су је од тада кроз каријеру пратиле болести и проблеми са тежином. На својим другим Олимпијским играма, Љетним олимпијским играма 1960. у Риму, такмичила се само у дисциплини штафета 4 × 100 метара слободно за жене; њени саиграчи су у финалу освојили сребро. Из такмичарског пливања повукла се након Олимпијских игара у Риму.
У пензији је наставила да се бави пливањем и учествовањем на Олимпијским играма, подучавајући дјецу са инвалидитетом да пливају, а учествује у олимпијским образовним програмима и ношењу олимпијског пламена. Такође је амбасадорка за Дан Аустралије, а на телевизији се појавила због свог рада са хришћанским групама.

## Младост
Морганова је рођена у сјеверозападном граду Нови Јужни Велс у Тамворту, прије него што се преселила у Панчбоул, предграђе у југозападном Сиднеју, гдје је одрасла.  Морганова је био најстарије од четворо дјеце, са двије сестре и братом. Њен отац Барингтон, водоинсталатер, био је успјешан пливач у дјетињству, али је недостатак објеката за ову врсту спорта у руралној Аустралији скратио је његову каријеру. Као резултат тога, обећао је да ће његова ћерка постати државни првак. Морганова је рекла да је њен отац „постао моја покретачка и инспиративна сила. Ја не само да сам испунила његову амбицију, већ сам је надмашила, постајући олимпијски шампион!” Морганова је такође навела да су њени сусрети са Фредериком Лејном - првом златном олимпијском медаљом у Аустралији у пливању - и олимпијском шампионком у атлетици Марџори Џексон-Нелсон кључни инспиративни тренуци у њеној каријери.
Морганова је научила пливати у Банкстауну, у доби од 7 година. У почетку је споро учила, а њен тренер је користио дугачки стуб причвршћен конопом и каишем како би је осигурао. То му је омогућило да је извуче из воде ако упадне у проблеме. Због свог спорог учења, Морганова је добила двоструко више часова од осталих ученика. У осмој години освојила је окружно првенство, а 1953. године, са 11 година, освојила је првенство основних школа у Новом Јужном Велсу. У фебруару 1956. године, са 13 година, одведена је на озбиљнију обуку. Отац јој је обезбиједио менторство Френка Гутрија у Енфилду. Гутрија су у то вријеме сматрали једним од најбољих тренера у држави; тренирао је Гарија Чапмана, Кевина О'халорана и Лорејн Креп. Њих троје (као и Морганова) освојили су медаље на Летњим олимпијским играма 1956. године. Мајка је Морганову морала возити у Енфилд, пошто је њен отац био запослен као водоинсталатер.

## После пливања
Морганова се удала за Џорџа Бивиса 1965. године и са којим је добила три ћерке које су побјеђивале у пливању на нивоу школе и округа. Након брака, шест година је живјела у Грифиту и Оринџ, прије него што се вратила у Сиднеј. Експериментисала је са тренирањем, али је такмичење сматрала непривлачним и постала учитељица. Године 1978. почела је да учи хендикепирану дјецу да пливају у базену у дворишту и добила је одобрење владе за наставак свог рада. Потом је 15 година водила школу пливања у Бонет Беју и радила у Специјалној школи Бејтс Драјв, добијајући грант да подучава хендикепирану дјецу предшколског узраста. Касније се Морганова успјешно изборила са лупусом, а 2004. године живјела је у Сатерленд Ширу у јужном дијелу Сиднеја.
Као предана хришћанка, Морганова је била јавни говорник на функцијама за Сезонску хришћанску женску конференцију. Од јануара 1996. до средине 1999. године, живјела је у Куала Лумпуру у Малезији, заједно са супругом, кога је тамо послао његов послодавац. За то време, Морганова је радила као учитељица Библије у Презбитеријанској цркви Светог Андреја у Куала Лумпуру. Такође се појавила у Face to Face, хришћанској телевизијској емисији која се приказује на мрежи Network 10.
Морганова је 1995. године убачена у Кућу шампиона у Државном спортском центру и Стазу шампиона у Сиднејском олимпијском парку. Била је укључена у образовне програме чији је циљ промоција олимпијског покрета у школама, а помаже у прикупљању средстава за Аустралијски олимпијски комитет. Морганова је 2000. године добила аустралијску спортску медаљу аустралијске владе за допринос Летњим олимпијским играма 2000. године у Сиднеју и за своје успјехе као такмичарка. Добила је част да носи олимпијску бакљу током његовог проласка кроз Аустралију 2000. и 2004. године. Морганова је амбасадор Дана Аустралије и путује у регионалне градове промовишући годишње прославе.